# Witold Matwiejczyk
Witold Matwiejczyk (ur. 20 maja 1962 w Częstochowie, zm. 26 marca 2023) – polski historyk specjalizujący się w dziejach XIX w. i historii społecznej katolicyzmu, niemcoznawca.
Uczęszczał do I LO im. Juliusza Słowackiego w Częstochowie, które ukończył w 1981. Następnie podjął studia historyczne na KUL, gdzie był członkiem Koła Naukowego Historyków Studentów KUL. Tutaj uzyskał magisterium w 1987. Od 1988 był na tejże uczelni asystentem stażystą, zaś rok później asystentem.
Stopień doktora otrzymał 18 czerwca 1997, zaś 23 czerwca 2010 uzyskał habilitację.
Postanowieniem Prezydenta RP z 21 listopada 2022 otrzymał tytuł profesora nauk humanistycznych w dyscyplinie historia.

## Wybrane publikacje (autorstwo i współautorstwo)
- Katolickie towarzystwa robotników polskich w Zagłębiu Ruhry, Lublin 1999
- Ojczyzna i wolność, red. Anna Barańska, Witold Matwiejczyk, Ewa M. Ziółek. Lublin 2000
- Niemieccy katolicy w Poznańskiem a polityka narodowościowa rządu pruskiego 1871-1914, Lublin 2009
- Narrata de fontibus hausta, red. Anna Barańska, Witold Matwiejczyk, Lublin 2010